# Юре (національний парк)
58°50′48″ пн. ш. 13°27′55″ сх. д. / 58.846795728824° пн. ш. 13.465248392948° сх. д.
Юре  (швед. Djurö), — національний парк у Швеції, розташований на найбільшому в країні озері Венерн, у лені Вестра-Геталанд. 
Національний парк Юре розташований на архіпелазі та містить близько 30 островів.
Заснований у 1991 році національний парк має площу 24 км² і містить всі острови архіпелагу.

## Опис
Острови бідні на рослинність через тонкий шар грунту. 
На острові Їсслан, через вапняки, більше різноманітності флори та фауни. 
З птахів тут водяться скопи, соколи, кулики, мартини.
На островах у 16 столітті оселилося кілька сімей, що займалися рибальством та сільським господарством, але пізніше архіпелаг був покинутий. 
Зараз островів можна досягти на човні, але жодних регулярних рейсів немає.
Вигляд з островів одноманітний — окрім гори Кіннекулле, що видніється вдалині, з них видно лише навколишнє озеро.